# 比利亚尔戈尔多德尔马尔克萨多
比利亚尔戈尔多德尔马尔克萨多，是西班牙卡斯蒂利亚-拉曼恰昆卡省的一个市镇。总面积30平方公里，总人口115人（2001年），人口密度4人/平方公里。